# Turn It Over
Turn It Over (англ. Поверни) — второй студийный альбом американской фьюжн-группы The Tony Williams Lifetime, записанный в Нью-Йорке в 1970 году и выпущенный в том же году Polydor Records. В составе группы, кроме троих участников первого состава, появился бас-гитарист Джек Брюс. Таким образом, вместе с Джоном Маклафлином, эта американская группа теперь наполовину состояла из британцев.

## Особенности
На втором альбоме группа в целом продолжала разрабатывать идеи своего дебюта Emergency!, что особенно заметно в мощных инструментальных опусах с насыщенным, динамичным звучанием — «To Whom It May Consern» (двухчастная открывающая альбом сюита авторства Чика Кориа), «Vuelta Abajo», «Allah Be Praised», «Big Nick» Джона Колтрейна. С другой стороны, появились более балладные номера, рассчитанные на песенный формат — «This Night This Song» и «Once I Loved» (последняя — кавер песни Антонио Карлоша Жобима). Вокалу Тони Уильямса заметно не хватает выразительности для балладного материала таких песен. Истинная новизна этих треков — не в пении Уильямса, а в создании невесомой, почти «эмбиентной», но при этом внутренне напряжённой текстуры.
«One Word» авторства Джона Маклафлина первоначально не входила в альбом и вышла отдельным синглом (вместе с «Two Worlds» с альбома «Ego» на второй стороне). Добавленная в качестве бонуса при переиздании на CD, она стала единственной песней, спетой Брюсом, и своеобразной эмоциональной доминантой всего альбома.

## Обложка
Лицевая сторона обложки представляет собой чёрный фон, на котором написано название группы и название альбома, заключённое в скобки:

```
(turn it over)
```

Шрифты надписей в разных изданиях меняются. На оборотной стороне на чёрном фоне в середине — фотография Тони Уильямса, вокруг которой по спирали пущен текст с выходными данными — составом ансамбля, названиями композиций и их авторами. Примечательны ремарки, данные после описания первой стороны (треки 1-5): «PLAY IT LOUD» (слушать громко) и второй стороны: «PLAY IT VERY LOUD» (слушать очень громко).

## Ремикс Билла Ласвелла
В 1999 году американский басист и продюсер Билл Ласвелл полностью пересвёл альбом заново, используя исходные записи Polydor. Четыре трека, которые перед выходом альбома были урезаны с целью вписать материал в хронометраж долгоиграющей пластинки, в версии Ласвелла представлены в нередактированных версиях. Добавлено три ранее неизданных трека, кроме того, Ласвелл изменил порядок композиций и не стал разделять «To Whom It May Concern» на две части. Микс Ласвелла звучит несколько мощнее, объёмнее ранее выпущенного Verve Records ремастера, но особая его заслуга в том, что вокал Уильямса зазвучал намного благозвучнее и естественнее.
Однако Verve отказалась выпускать пересведённую и расширенную версию из опасения низких продаж. Ласвелл выпустил небольшой тираж альбома под названием «Turn It Over Redux: Mix Translation by Bill Laswell» на «болванках» CD-R специально для маленького музыкального магазина Downtown Music Gallery в Нью-Йорке, в который сам частенько заглядывает. На сегодняшний день нет информации об официальном тиражировании данной версии на CD.

## Отзывы
Альбом получил в целом положительную критику. Некоторые обозреватели отметили как отрицательные свойства невыразительный вокал и стремление к более короткому, песенно-радийному формату в сравнении с первым альбомом, что не даёт возможности в полной мере «развернуться» солистам.
Джек Брюс, совершенный бас-гитарист, позволил Уильямсу дышать и чувствовать себя спокойнее. На "Turn It Over" появились даже медленные композиции без ритма. Интенсивность музыки никуда не пропала, просто в определенные моменты органист Ларри Янг и Маклафлин намеренно скрывали свои изобретательные риффы под практически эмбиентными шумовыми зачистками. Голоса Уильямса здесь тоже намного больше – под звуки своих блуждающих барабанов и гудения баса Брюса он осторожно роняет слова.

"Turn It Over" – идеальный пример непредсказуемой музыки. Если на "Emergency!" царила мощь контролируемого хаоса, то в случае с этим альбомом на первый план вышли игры с музыкальным сознанием – ты ждешь остервенелой кульминации, а получаешь тишину. Или наоборот.HiddenTrack.Ru

## Список композиций
| №  | Название                     | Автор                                                   | Примечание                   | Время |
| -- | ---------------------------- | ------------------------------------------------------- | ---------------------------- | ----- |
| 1  | To Whom It May Concern: Them | Chick Corea                                             |                              | 4:21  |
| 2  | To Whom It May Concern: Us   | Chick Corea                                             |                              | 2:57  |
| 3  | This Night This Song         | Tony Williams                                           |                              | 3:46  |
| 4  | Big Nick                     | John Coltrane                                           |                              | 2:46  |
| 5  | Right On                     | Tony Williams                                           |                              | 1:52  |
| 6  | Once I Loved                 | Antonio Carlos Jobim / Vinisius De Moraes / Ray Gilbert |                              | 5:11  |
| 7  | Vuelta Abajo                 | Tony Williams                                           |                              | 5:00  |
| 8  | A Famous Blues               | John McLaughlin                                         |                              | 4:13  |
| 9  | Allah Be Praised             | Larry Young                                             |                              | 4:38  |
| 10 | One Word                     | John McLaughlin                                         | Бонус-трек на CD-переиздании | 3:45  |

### Трек-лист версии Билла Ласвелла
| №  | Название                          | Примечание               | Время |
| -- | --------------------------------- | ------------------------ | ----- |
| 1  | Vuelta Abajo                      | Нередактированная версия | 6:33  |
| 2  | To Whom It May Concern: Us / Them |                          | 7:15  |
| 3  | This Night This Song              | Нередактированная версия | 3:52  |
| 4  | Do That                           | Ранее неизданный трек    | 2:55  |
| 5  | Big Nick                          | Нередактированная версия | 3:17  |
| 6  | Once I Loved                      |                          | 5:09  |
| 7  | To Whom                           | Ранее неизданный трек    | 2:20  |
| 8  | Allah Be Praised                  | Нередактированная версия | 6:13  |
| 9  | Right On                          | Нередактированная версия | 8:05  |
| 10 | A Famous Blues                    |                          | 4:15  |
| 11 | New Piece                         | Ранее неизданный трек    | 6:15  |

## Участники
- Тони Уильямс — ударные, вокал
- Джон Маклафлин — гитара, вокал
- Ларри Янг — орган
- Джек Брюс — бас-гитара; вокал («One Word»)